# الحنيه (صور)
الحنيّة هي إحدى القرى اللبنانية من قرى قضاء صور في محافظة الجنوب.

## الموقع
تقع بلدة الحنية في جنوب لبنان وتتبع قضاء صور ,وهي بلدة ساحلية قريبة من البحر وترتفع عن سطح البحر حوالي 90 مترا

## السكان
يبلغ عدد سكان بلدة الحنية حوالي 2500 نسمة حسب تقديرات عام 2009